# مدیریت درآمد

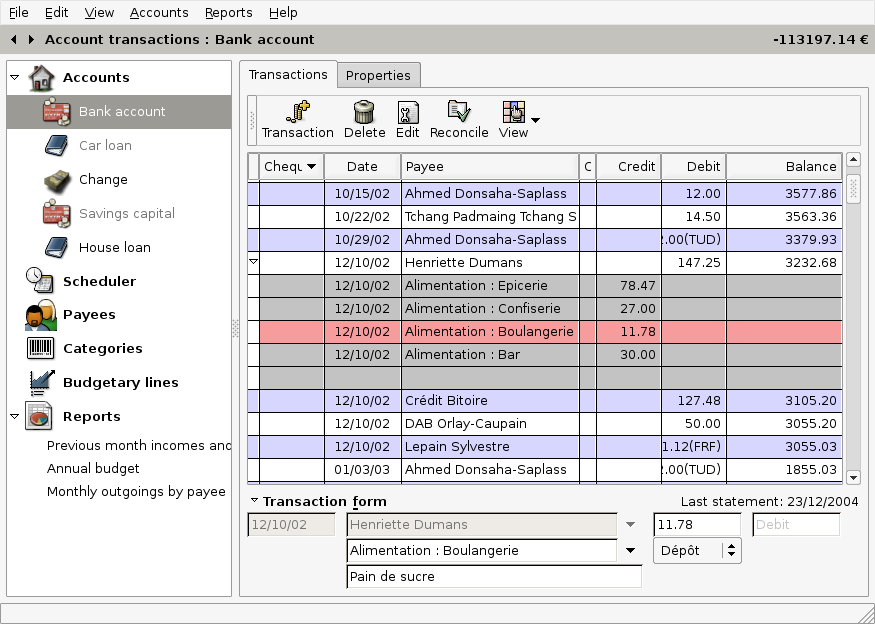
نمای اسکرین‌شات از یک‌نوع نرم‌افزار مدیریت درآمد در لینوکس - ۲۰۰۵

مدیریت درآمد به تولید حداکثر درآمد یا سود از تعداد خاصی از یک نو کالا با در نظر گرفتن رفتار مشتریان گفته می‌شود. کاربرد این تکنیک بیشتر در کالاهای فاسد شدنی یا با تاریخ مصرف می‌باشد. این تکنیک در فروش بلیت هواپیما یا مدیریت اتاقهای هتلها کاربرد فراوان دارد. به عنوان مثال صندلیهای یک هواپیما بعد از پرواز بی‌ارزش می‌باشد و مسولیت مدیر درآمد تلاش برای فروش بلیت قبل از پرواز است. این تلاش شامل کنترل قیمت برای هر صندلیها یا رزرو کردن تعدادی بلیت برای مسافرانی است که دقیقی قبل از پرواز درخواست بلیت می‌کنند.
چالش مربوط به این تکنیک فروش تعداد درست کالا در قیمت مناسب به مشتری مناسب می‌باشد. این تکنیک به نوعی تبعیض قیمت نیز می‌باشد.
چهار مسئله اصلی مدیریت درآمد یعنی پیش‌بینی، رزرو مضاعف، کنترل موجودی صندلی‌ها و قیمت‌گذاری است.